# Contea di Lancaster (Virginia)
La contea di Lancaster (in inglese: Lancaster County) è una suddivisione amministrativa dello Stato della Virginia, negli Stati Uniti. La popolazione al censimento del 2000 era di 11 567 abitanti. Il capoluogo di contea è Lancaster. 
Si trova vicino alla foce del Rappahannock e fa parte della Northern Neck George Washington Birthplace AVA, regione viticola riconosciuto dal governo degli Stati Uniti come area viticulturale americana.
La contea è stata costituita tramite scorporo di territori precedentemente appartenenti alle contee di Northumberland e York. Fra le attrazioni storiche aperte al pubblico si segnalano il museo e la biblioteca Mary Ball Washington, il parco statale di Belle Isle, la settecentesca Chiesa di Cristo.

## Città

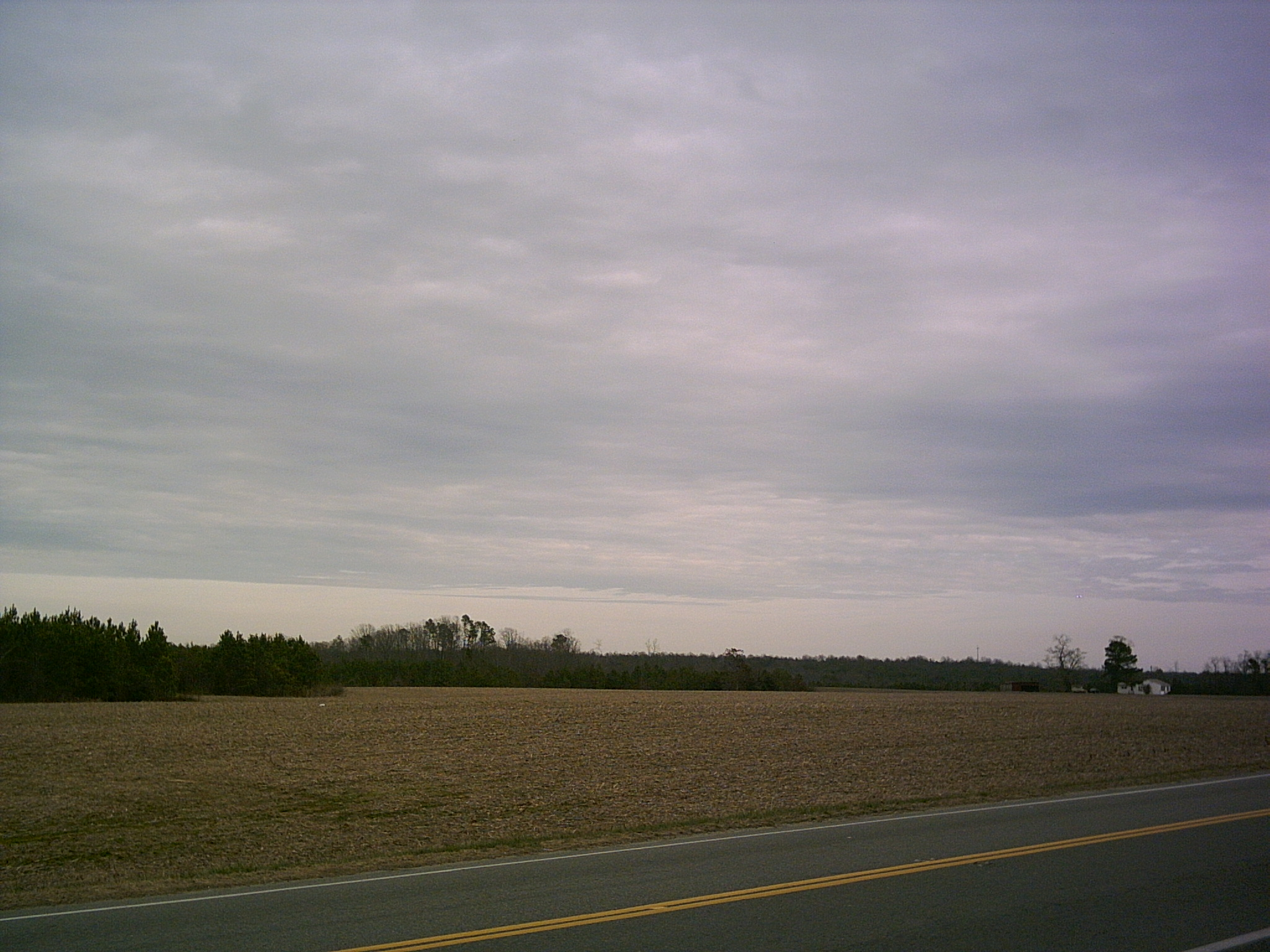
Dintorni di Lively, nella Contea di Lancaster

### Città incorporate
- Irvington
- Kilmarnock
- White Stone

### Aree non incorporate
- Lancaster
- Morattico
- Weems
- Lively
- Ottoman
- Merry Point
- Litwalton
- Mollusk